# 3967 Shekhtelia
3967 Shekhtelia (1976 YW2) là một tiểu hành tinh nằm phía ngoài của vành đai chính được phát hiện ngày 16 tháng 12 năm 1976 bởi L. Chernykh ở Nauchnyj.